# Municipalköping
Municipalköping er en nutidig betegnelse i Sverige på visse mindre köpinger, hvilke i de fleste tilfælde havde fået köpingrettigheder, som lyd- eller friköpinger, før kommunalforordningen trådte i kraft i 1862 (med undtagelse af Nybro). I forbindelse med reformen blev de anset for at være alt for små, til at danne egne kommuner, og blev på den måde i praksis ligestillet med municipalsamhällerne.
Begrebet municipalköping anvendes nu for at skelne dem fra de köpinger, der kom til at udgøre egne kommuner. I 1919 slog man fast, at alle byer der i fremtiden blev köpinger også skulle blive egne kommuner, og municipalköpingerne blev derefter gradvist afviklet frem til 1956.
Visse byer kaldte sig i perioder i 1800-tallet misvisende for köpinger, blandt andre Almvik og Torekov.

## Byer der har været municipalköpinger
Indbyggertal pr. år 2000.
| By           | Indbyg. | Bemærkning                                                                             | Nuværende kommune                |
| ------------ | ------- | -------------------------------------------------------------------------------------- | -------------------------------- |
| Bergkvara    | 1.008   | ophørte i slutningen af 1800-tallet som municipalköping, var municipalsamhälle 1921-55 | Torsås (Kalmar län)              |
| Båstad       | 4.683   | blev köping 1. jan. 1937                                                               | Båstad (Skåne län)               |
| Figeholm     | 839     | blev köping 1. jan. 1878                                                               | Oskarshamn (Kalmar län)          |
| Gamleby      | 2.976   | blev 1. jan. 1956 optaget i Gamleby kommun; Gamleby municipalsamhälle indgik ikke      | Västervik (Kalmar län)           |
| Kristianopel | 80      | optaget 1. jan. 1952 i Jämjö kommun                                                    | Karlskrona (Blekinge län)        |
| Ljungby      | 14.485  | blev købstad 1. jan. 1936; Ljungby municipalsamhälle indgik ikke                       | Ljungby (Kronobergs län)         |
| Mörbylånga   | 1.788   | blev köping 1. jan. 1881                                                               | Mörbylånga (Kalmar län)          |
| Nybro        | 12.322  | blev municipalköping 3. feb. 1865, blev köping 25. apr. 1879                           | Nybro (Kalmar län)               |
| Pataholm     |         | optaget 1. jan. 1954 i Ålems kommun                                                    | Mönsterås (Kalmar län)           |
| Påskallavik  | 1.144   | optaget 1. jan. 1956 i Döderhults kommun                                               | Oskarshamn (Kalmar län)          |
| Trelleborg   | 24.850  | blev köping i 1843, blev købstad 1. jan. 1866                                          | Trelleborg (Skåne län)           |
| Valdemarsvik | 2.954   | blev köping 1. jan. 1914                                                               | Valdemarsvik (Östergötlands län) |